# Iverint López
Iverint López (La Paz, 23 de abril de 1989 - 29 de enero de 2024) fue un director, productor, fotógrafo y actor de cine boliviano con trayectoria a nivel internacional. Falleció en La Paz, luego de ser atropellado y pasar más de dos días en coma.

## Trayectoria
Iverint comenzó a realizar cortometrajes desde su adolescencia, estudió en la Escuela de Cine y Artes Audiovisual (ECA).  En el año 2018 su cortometraje "Sarjañani" protagonizado por Susana Condori representó a Bolivia en el Filmapalooza en París, Francia. También fue músico y dirigió diversos videoclips de  bandas paceñas.
En 2017 trabajó como segundo asistente de dirección en la película Averno (película) de Marcos Loayza.
Ese mismo año fundó el Clúster Audiovisual de La Paz, generando una red internacional de cineastas comprometidos con el cine comunitario-colaborativo. Con este colectivo dirigió, en México, el largometraje "A Cargo de Antonia" el 2019 y trabajó en diversos largometrajes de los directores José Celestino Campusano ("El silencio a gritos", "Territorio") y Gonzalo García Pelayo ("Salón de Uñas") en Argentina. Fue el principal organizador del FIRA (Festival Internacional de Realización Audiovisual) en Bolivia, en 2023, en el que se produjeron seis largometrajes, entre ellos "NICA", protagonizada por Luis Bredow.

## Muerte
A inicios del 2024, regresó a Bolivia, luego de haber estado trabajando en Argentina por tres meses, en distintos proyectos del Clúster. El sábado 27 de enero, un automóvil se subió a la acera por donde él caminaba y lo atropelló, ocasionándole muerte cerebral, el automóvil también hirió a otras personas. Después de dos días en el hospital, falleció el lunes 29.

## Filmografía
Largometrajes como director:
- Trasmallo (2018)[16]
- A cargo de Antonia (2019)
- Ama Sua (2023)

## Ver también
- José Celestino Campusano
- Gonzalo García Pelayo
- Jessica Velarde